# ドンバス (指揮艦)
ドンバス（ウクライナ語: Донбас）は、ウクライナ海軍の指揮艦。ソビエト連邦海軍で設計された304設計工作艦で、ソビエト連邦崩壊後にウクライナ海軍所属となった。2022年のロシアのウクライナ侵攻中の4月6日、マリウポリ包囲戦でロシア連邦軍の攻撃を受けて破壊された。

## 艦歴

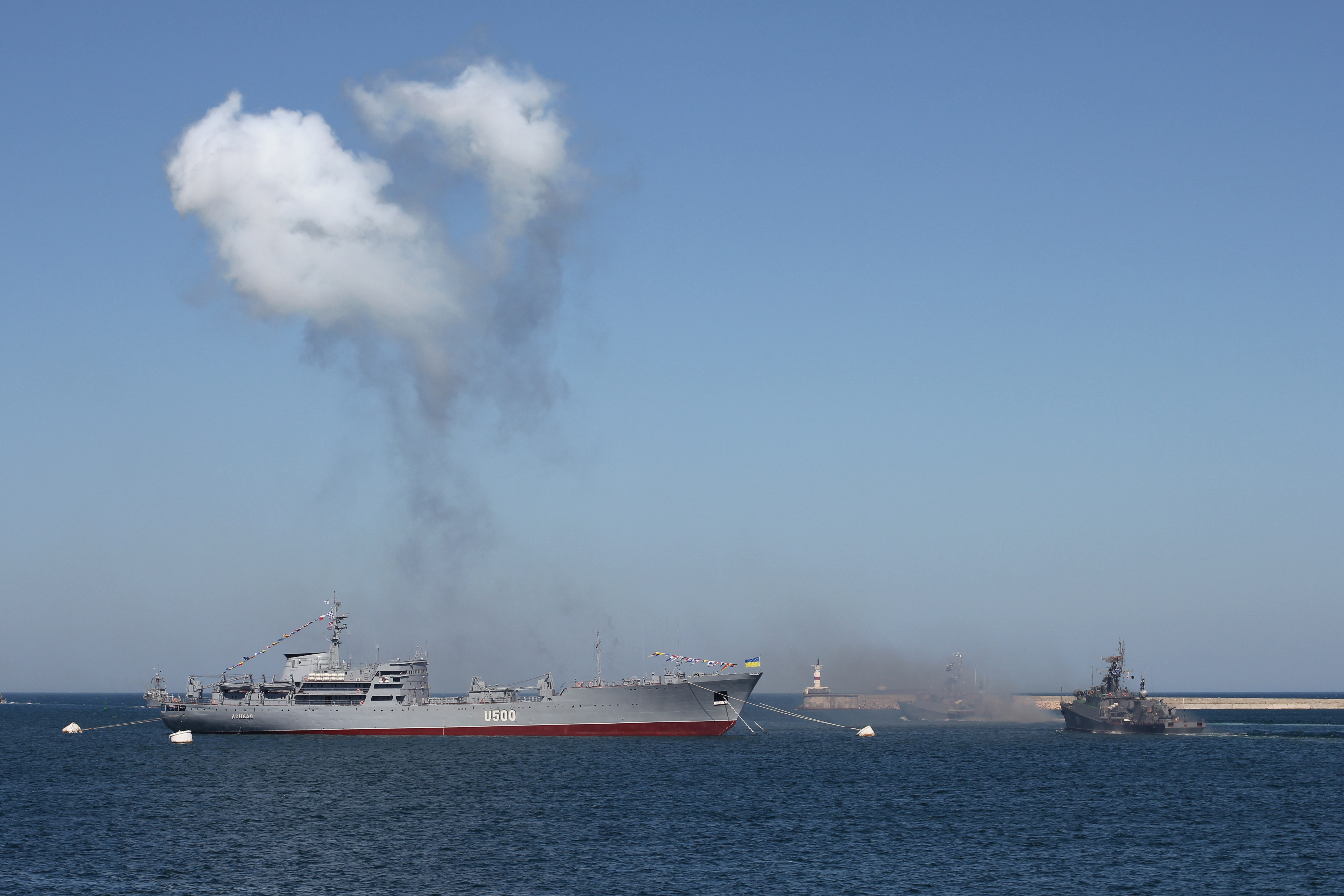
2012年の海軍の日にロシア海軍黒海艦隊とウクライナ海軍の観艦式で観閲艦を務めるドンバス

ドンバスは1970年代初頭から積極的に軍事作戦に使用されてきた。
黒海艦隊の分散の結果、PM-9は「クラスノドン」に改称され、2001年には「ドンバス」に改称された。ウクライナ海軍で就航中、船は国際演習や地元の軍事パレードや巡航に繰り返し参加した。2007年11月11日、船はセヴァストポリの近くでハリケーンに襲われたが、ロシアのタグボート「MB-160」に支援を受けたことで損傷はなかった。
ドンバスは、2009年12月4日に海軍就役40周年を迎えた。この機会に、ウクライナ国防省は2010年12月6日に船の改造に約400万フリヴニャを割り当てた。2011年1月25日、ドンバスは海上試験の第一段階に合格した。
2014年3月20日、クリミア危機の最中にドンバスはロシア海軍に拿捕された。2014年4月17日、ドンバスはウクライナのタグボート「Hennadiy Savelyev」によってセヴァストポリからオデッサに運ばれた。2014年9月27日、ドンバス戦争がピークに達した頃に、ドンバスはマリウポリ沖を航行中に親ロシア派のドローンを撃墜した。2016年9月4日、ドンバスはオデッサで火災により損傷した。
捜索救助船ドンバスと海上タグボート「コレッツ」は、2018年9月20日にオデッサから出航し、多数のロシア海軍部隊に護送されて9月23日にケルチ海峡を通過した。ウクライナ海軍のギュルザM級砲兵船「クレメンチューク」と「ルブヌィ」は、ベルジャンシク港から出航し、アゾフ海に入ってきた二隻と合流した。ウクライナ大統領のペトロ・ポロシェンコは、自身のFacebookページで二隻の船の乗組員が通過を成功させたことを祝福し、ドンバスなどはアゾフ海に新たに設立される基地の一部となると付け加えた。
「救難艦ドンバス」とタグボート「コレッツ」はマリウポリに到着した。2隻の小型砲兵船「クレメンチューク」と「ルブヌィ」（以前にアゾフ海に再配置され、9月23日に他の二隻と合流するために出航した）はドンバスなどと共に到着した」とウクライナ軍事ポータルに記載された。
2022年4月6日に公開された衛星画像では、マリウポリ港でドンバスが激しい煙に包まれていることを示しており、同艦が恐らく攻撃を受けたことを示唆した。2022年4月16日、ウクライナ国防省はドンバスがマリウポリ包囲戦中に破壊されたことを認めた。